# Sanford (Michigan)
Sanford è un villaggio degli Stati Uniti d'America, situato nello Stato del Michigan, nella contea di Midland.